# Årets skaraborgare
Årets skaraborgare är ett pris som delas ut en gång om året av Radio Skaraborg sedan 1995. Två år har priset delats ut till fler än en person, då paret Ulla och Gunnar Boström, fick priset år 2000 för sitt hjälparbete, och gruppen Timoteij fick priset 2010. Ett år, 2007, gick priset till en fiktiv person, Arn Magnusson, och priset togs då emot av Jan Guillou.

## Pristagare
- 1995 - Carl Henrik Ohlsson
- 1996 - Lars-Erik Johansson
- 1997 - Lars Mullback
- 1998 - Inger Widhja
- 1999 - Hans Berndtsson
- 2000 - Ulla och Gunnar Boström
- 2001 - Kenneth Hansen
- 2002 - Sigvard Oscarsson
- 2003 - Gert Norell
- 2004 - Marian Brisman
- 2005 - Anja Praesto
- 2006 - Nettan Hofling
- 2007 - Arn Magnusson (fiktiv person)[1]
- 2008 - Bert Karlsson
- 2009 - Lotta Bromé
- 2010 - Timoteij
- 2011 - Patrik Zimonyie
- 2012 - Thomas G:son
- 2013 - Biskop Åke Bonnier[2]
- 2014 - Kristina Appelqvist
- 2015 - Carina Bergfeldt
- 2016 - Anders Eriksson
- 2017 - Humorkollektivet Kass humor
- 2018 - Fatima Bremmer
- 2019 - Erik Johansson[3]
- 2020 - Vårdpersonalen på Skaraborgs sjukhus
- 2021 - Föreningen Ätbart[4]
- 2022 - Jan Hallenberg[5]
- 2023 - Jonas von Essen[6]